# Gershom Bader
Gershom Bader, auch Gustav Bader (geboren 21. August 1868 in Krakau, Österreich-Ungarn; gestorben 11. November 1953 in New York City), war ein polnisch-US-amerikanischer Journalist und Schriftsteller.

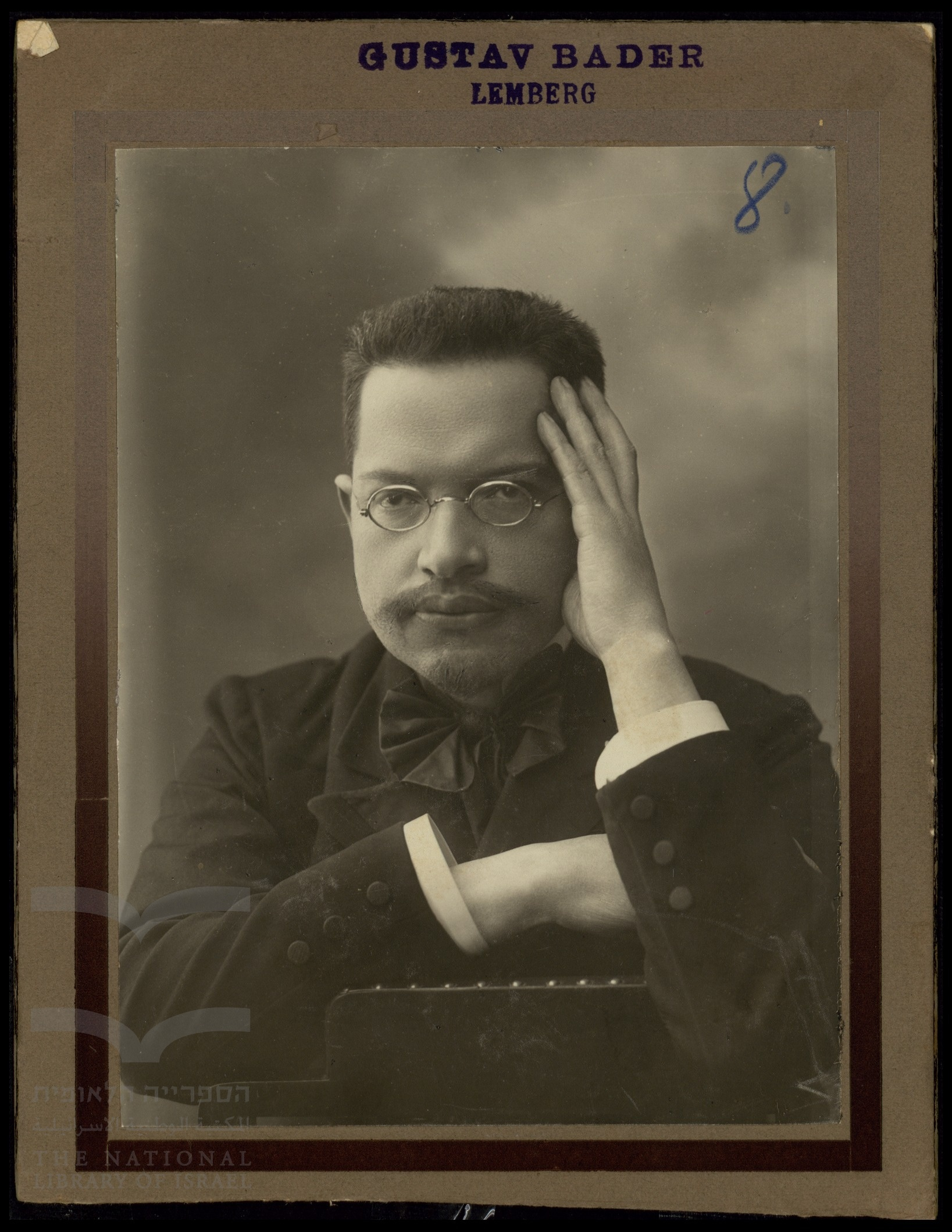
Gustav Bader (1910)

## Leben
Gershom Bader war ein Sohn des Melameds Isaac Moses Bader und der Helen Bader. 1884 besuchte er das von Esriel Hildesheimer geleitete Rabbinerseminar zu Berlin und kehrte aber nach einem Jahr nach Krakau zurück und wirkte als Lehrer. Bader heiratete 1892 Joanna Kluger, sie hatten fünf Kinder. 1894 ging er nach Lemberg und wurde Unterstützer der zionistischen Organisation Chibbat Zion. Er schrieb für die jüdischen Zeitungen Der Jud, Di Tsukunft, für Chaim Schitlowskys Dos Naye Lebn, für Pardes und Ha-Shiloaḥ und gründete selbst das jiddische Wochenblatt Ha-Karmel. Er wurde 1898 Herausgeber der Zeitschrift Ha-Ivri. Zwischen 1896 und 1912 gab er den Yudisher Folks-Kalendar heraus. Bader schuf 1904 das Lemberger Togblat, die erste jiddische Zeitung in Galizien. 
Bader übersetzte das Buch Genesis ins Polnische und schrieb 1889 mit Ḥelkat Meḥokek eine Lebensgeschichte von Jesus. Er gab zwei Anthologien hebräischer Literatur Leket Peraḥim und Zer Peraḥim heraus.
Bader wanderte 1912 in die USA aus. Er wirkte als Redakteur für verschiedene jüdische Zeitungen und als Korrespondent europäischer jiddischer und hebräischer Zeitungen. Ab 1927 schrieb er für das Jewish Morning Journal. 
Er veröffentlichte die Essaybände Eibige Emen fun Leben und Dreisig Doires Yudn in Poilen, 1934 eine dreibändige Geschichte der Autoren der Mischna und 1935 eine Sammlung jüdischer Anekdoten Dibre Chen Vesechel. Bader erstellte 1934 ein Lexikon berühmter galizischer Juden unter dem Titel Medinah va-Ḥakhameha und 1951 das Wörterbuch zum Talmud Mafte'aḥ le-Rashei Tevot.
Sein Theaterstück In keler wurde 1910 in New York aufgeführt. Weitere Theaterstücke von ihm waren Der Rebe in Feyer, Tsvishn Libe un Toyt, Froy Gleybt Froy sowie Di Goldene Royze.

## Schriften (Auswahl)
- Medinah va-ḥakhameha. 1934
  - Unzere gaysṭige riezen.

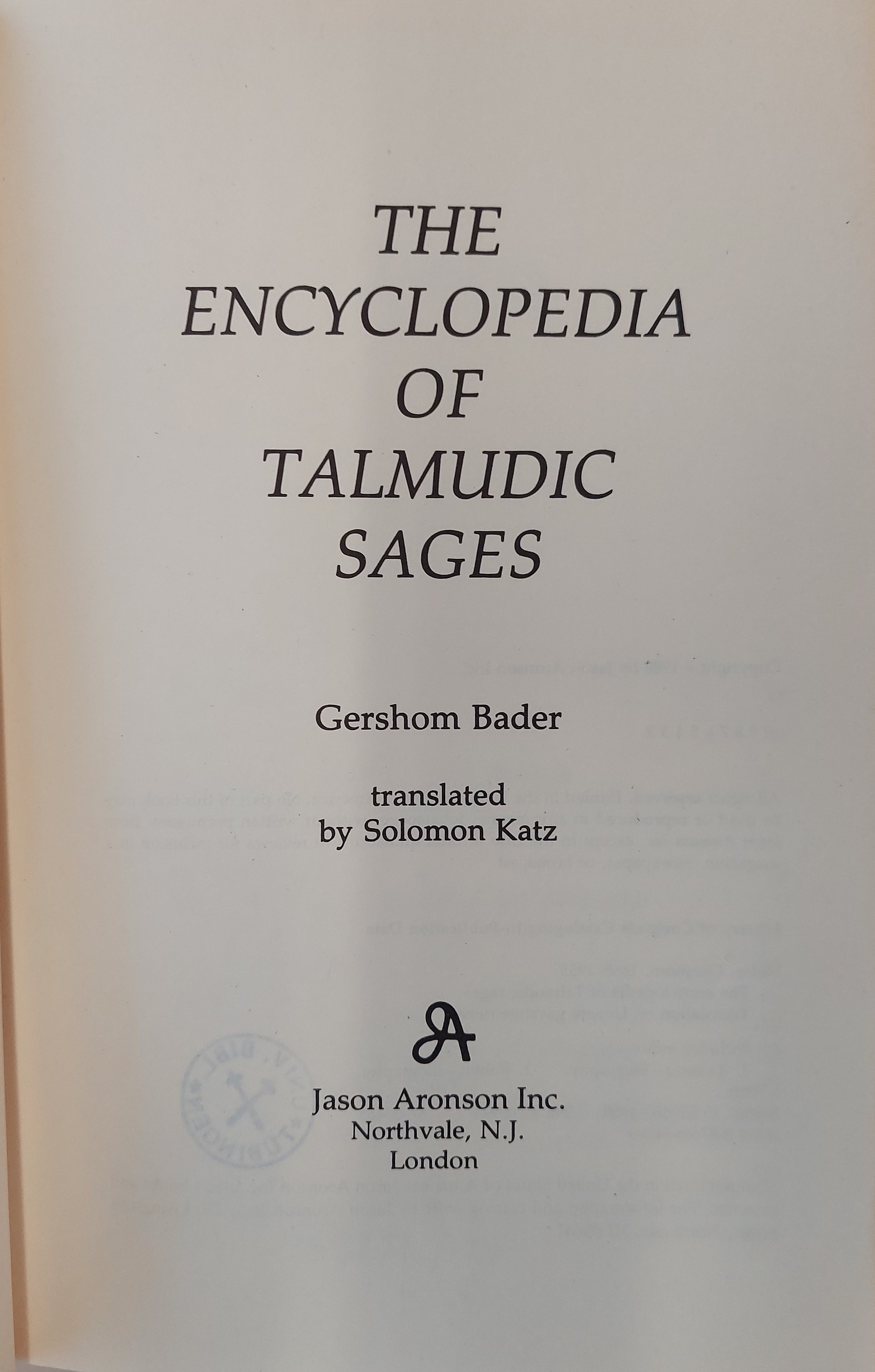
The encyclopedia of Talmudic sages (1988)

  - The encyclopedia of Talmudic sages. Übersetzung aus dem Jiddischen ins Englische Solomon Katz. Northvale, N.J. : Jason Aronson, 1988
- Mayne zikhroynes. Autobiografie. 1953